# الاتصالات في الهند

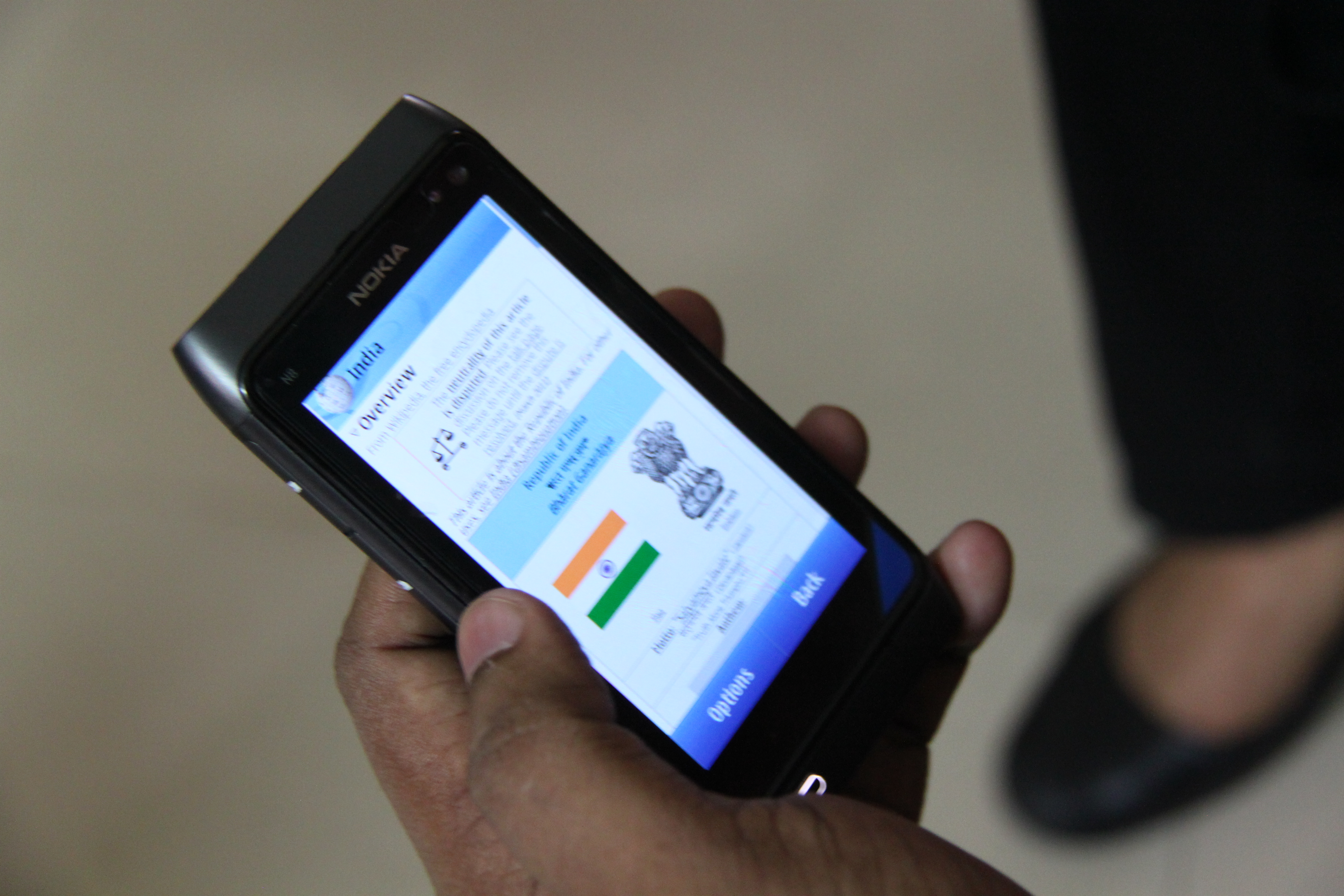

شبكة الاتصالات عن بعد (الاتصالات السلكية واللاسلكية) في الهند هي ثاني أكبر شبكة في العالم من حيث عدد مستخدمي الهاتف (الهاتف الثابت والهاتف المحمول)، بلغ عدد المشتركين فيها 1.183 مليار مشترك في 31 مايو 2019. لديها واحدة من أدنى تعريفات المكالمات في العالم، ساعد في ذلك وجود مشغلين عمالقة للاتصالات والمنافسة الشديدة بينهم. في 31 يوليو 2018، امتلكت الهند ثاني أكبر قاعدة مستخدمين للإنترنت في العالم مع 460.24 مليون مشترك في الإنترنت عريض النطاق في البلاد. اعتبارًا من 31 ديسمبر 2018، بلغ عدد سكان الهند 130 «كرور» شخص (1.3 مليار)، و123 كرور (1.23 مليار) بطاقة هوية رقمية حيوية «آدهار»، 121 كرور (1.21 مليار) هاتف محمول، 44.6 كرور (446 مليون) هاتف ذكي، 56 كرور (560 مليون أو 43% من إجمالي السكان) يستخدمون الإنترنت، مقارنة بـ 481 مليون شخص (35% من إجمالي سكان البلاد) في ديسمبر 2017، ونمو بنسبة 51% في التجارة الإلكترونية.
القطاعات الرئيسية في صناعة الاتصالات السلكية واللاسلكية الهندية هي الهواتف والصناعة المذاعة عبر الإنترنت والتلفاز في البلاد التي تخضع إلى عملية مستمرة للتحول إلى شبكات الجيل القادم، وتوظف نظامًا واسعًا من عناصر الشبكات الحديثة مثل المقاسم الهاتفية الرقمية، ومراكز التبديل للهواتف المحمولة، وبوابات الوسائط وبوابات التأشير في المركز، متصلة ببعضها بواسطة مجموعة واسعة من أنظمة الإرسال التي تستخدم شبكات الألياف البصرية أو شبكات ترحيل الراديو بالموجات الصغرية. شبكة النفاذ، التي تربط المشترك مع المركز، متنوعة بشكل كبير مع مختلف التقنيات بأسلاك النحاس والألياف البصرية واللاسلكية. «دي تي إيتش» (مباشرة إلى المنزل)، تقنية بث جديدة نسبيًا حصلت على شعبية كبيرة في قطاع التلفاز. أعطى الإرسال الإذاعي «إف إم» الخاص دفعة للبث الإذاعي في الهند.
دُعمت الاتصالات السلكية واللاسلكية في الهند إلى حد كبير بنظام الأقمار الاصطناعية الهندي «إنسات» في البلاد، الذي يعد من أكبر أنظمة الأقمار الاصطناعية المحلية في العالم. تملك الهند نظام اتصالات متنوع، يربط جميع أنحاء البلاد بالهاتف والإنترنت والراديو والتلفاز والأقمار الاصطناعية.
شهدت صناعة الاتصالات الهندية وتيرة عالية من تحرير السوق والنمو منذ التسعينيات، وأصبحت الآن أكثر أسواق الاتصالات تنافسية في العالم وواحدة من أسرع أسواق الاتصالات نمواً. نمت الصناعة أكثر من عشرين مرة في عشر سنوات فقط، من أقل من 37 مليون مشترك في عام 2001 إلى أكثر من 846 مليون مشترك في عام 2011. تمتلك الهند ثاني أكبر قاعدة لمستخدمي الهواتف المحمولة في العالم بأكثر من 1.157 مليار مستخدم اعتبارًا من يوليو 2018.
دعمت الاتصالات التنمية الاجتماعية والاقتصادية للهند ولعبت دورًا مهمًا في تضييق الفجوة الرقمية بين الريف والحضر إلى حد ما. ساعدت أيضًا على زيادة شفافية الحكومة من خلال إدخال الحكومة الإلكترونية في الهند. استخدمت الحكومة بشكل عملي مرافق الاتصالات الحديثة لتقديم برامج التعليم على نطاق كبير لسكان الريف في الهند.
وفقًا للجمعية الدولية لشبكات الهاتف المحمول أو «جي إس إم إيه» ومقرها لندن، استحوذ قطاع الاتصالات على 6.5% من الناتج المحلي الإجمالي للهند في عام 2015، أو حوالي 9 «كرور» (عشرة ملايين) «لاكيه» (مئة ألف) روبية هندية (130 مليار دولار أمريكي)، ودعم التوظيف المباشر لـ 2.2 مليون شخص في البلاد. تقدر «جي إس إم إيه أن قطاع الاتصالات الهندي سيساهم بمبلغ 14.5 كرور لاكيه روبية هندية (210 مليار دولار أمريكي) في الاقتصاد ويدعم 3 ملايين وظيفة مباشرة و2 مليون وظيفة غير مباشرة بحلول عام 2020.

## التاريخ

### البداية
بدأت الاتصالات في الهند بإدخال التلغراف. ويعد قطاعا البريد والاتصالات الهنديان من أقدم القطاعات في العالم. في عام 1850، بدأ أول خط تلغراف كهربائي تجريبي بين كلكتا و«دايموند هاربر» «ميناء الماس». في عام 1851، أتيح للاستخدام لشركة الهند الشرقية البريطانية. شغلت إدارة البريد والتلغراف ركنًا صغيرًا من إدارة الأشغال العامة في ذلك الوقت.
بدأ بناء 4000 ميل (6,400 كم) من خطوط التلغراف في نوفمبر 1853. هذه الخطوط التي تصل كولكاتا «المعروفة الآن بكلكتا» وبيشاور في الشمال؛ أغرة ومومباي «المعروفة الآن ببومباي» عبر سيندوا غاتس وتشيناي «المعروفة الآن بمدراس» في الجنوب؛ أوتاكاموند وبنغالور. ينتمي وليام أوشونيسي، الذي كان رائدًا في التلغراف والهاتف في الهند، إلى إدارة الأشغال العامة، وعمل على تطوير الاتصالات خلال هذه الفترة. افتتح قسمًا منفصلًا في عام 1854 عندما أتيحت مرافق التلغراف للعامة.
في عام 1880، تواصلت شركتا الهاتف، وهما «شركة الهاتف الشرقية» المحدودة وشركة الهاتف الأنجلو-هندية المحدودة، بحكومة الهند لتأسيس مقسم هاتفي في الهند. رُفض إعطاء الإذن على أساس أن قطاع الهواتف كان حكرًا على الحكومة وأن الحكومة نفسها ستتولى العمل. في عام 1881، غيرت الحكومة قرارها السابق ومُنح ترخيص لشركة «شركة الهاتف الشرقية» المحدودة الإنجليزية لفتح مقاسم اتصالات هاتفية في كلكتا وبومباي ومدراس وأحمد آباد وأنشئت أول خدمة هاتفية رسمية في البلاد. في 28 يناير 1882، أعلن الرائد إي. بارينج، العضو في المجلس الحاكم العام للهند، افتتاح المقاسم الهاتفية في كلكتا وبومباي ومدراس. المقسم في كلكتا اسمه «المقسم المركزي» وكان فيه ما مجموعه 93 مشترك في مرحلته المبكرة. في وقت لاحق من ذلك العام، شهدت بومباي أيضًا افتتاح مقسم هاتفي.

### التحرير والخصخصة
بدأ تحرير قطاع الاتصالات الهندية في عام 1981 عندما وقعت رئيسة الوزراء أنديرا غاندي عقودًا مع شركة ألكاتل الفرنسية للاندماج مع شركة الاتصالات المملوكة للدولة «آي تي آي»، في محاولة لإنشاء 5,000,000 خط سنويًا. ولكن سرعان ما تخلت الهند عن هذه السياسة بسبب المعارضة السياسية. استمرت محاولات تحرير صناعة الاتصالات من قبل الحكومة التالية برئاسة رئيس الوزراء راجيف غاندي. دعا سام بيترودا، وهو هندي غير قاطن في الهند ومقيم في الولايات المتحدة ومدير تنفيذي سابق في روكويل الدولية لإنشاء مركز لتطوير تقنيات الاتصالات عن بعد «سي-دوت»، وصُنعت المقاسم الهاتفية الإلكترونية في الهند لأول مرة. كان لسام بيترودا دور كبير كمستشار ومرشد في تطوير الاتصالات في الهند.
في عام 1985، فُصلت دائرة الاتصالات «دي أو تي» عن إدارة البريد والاتصالات السلكية واللاسلكية الهندية. كانت دائرة الاتصالات مسؤولة عن خدمات الاتصالات في جميع أنحاء البلاد حتى عام 1986 عندما اقتطعت شركة «ماهاناجار فون نيجام» المحدودة «أم تي أن أل» و«فيديش سانكار نيغام» المحدودة «في إس إن إل» من دائرة النقل لتشغيل خدمات الاتصالات للمدن الكبرى «دلهي ومومباي» والمقاسم الدولية للمسافات الطويلة تباعًا.
كان الطلب على الهواتف يتزايد باستمرار، وفي التسعينيات كانت الحكومة الهندية تتعرض لضغوط متزايدة لفتح قطاع الاتصالات للاستثمار الخاص كجزء من سياسات التحرير والخصخصة والعولمة التي كان على الحكومة قبولها للتغلب على الأزمة المالية الحادة ومشكلة محصلة ميزان المدفوعات في عام 1991. وبالتالي، سُمح بالاستثمار الخاص في قطاع خدمات القيمة المضافة «فاس» وفتح قطاع الاتصالات الخلوية للمنافسة من الاستثمارات الخاصة. خلال هذه الفترة، قدمت الحكومة التي يقودها ناراسيمها راو السياسة الوطنية للاتصالات «إن تي بي» في عام 1994، والتي أحدثت تغييرات في المجالات التالية: الملكية والخدمة والقواعد للبنية التحتية للاتصالات. أدخلت السياسة مفهوم الاتصالات للجميع وتضمنت رؤيتها توسيع مرافق الاتصالات لتشمل جميع القرى في الهند. كان التحرير في قطاع الاتصالات الأساسي متوقعًا من هذه السياسة. نجحوا في إقامة مشاريع مشتركة بين شركات الاتصالات المملوكة للدولة والجهات الفاعلة الدولية. كانت الشركات الأجنبية مؤهلة للحصول على 49% من إجمالي الحصة. شاركت الشركات متعددة الجنسيات في نقل التكنولوجيا وليس في صنع السياسات.